# Парашка (хребет)
Пара́шка — гірський хребет в Українських Карпатах, в масиві Сколівські Бескиди.

## Розташування
Розташований у південній частині Львівської області. Майже весь хребет розташований в межах національного парку «Сколівські Бескиди». Починається за 4 км на захід від міста Сколе і тягнеться на 7,6 км у північно-західному напрямку, звідки він потім переходить у хребет Серединний (Мальманстальська Складка).

## Туристичні маршрути
Вказані шляхи належать до Національного природного парку «Сколівські Бескиди»:
- №13 «Сколе – Парашка» (протяжністю 10 км)
- №504 «Коростів – Красне – Парашка» (протяжністю 9 км)
- №5044 «Монастир-Парашка» (протяжністю 7 км)
- №5046 «с. Корчин – водоспад Гуркало – г. Парашка» (протяжністю 14 км)

Також вздовж хребта Парашка та Серединного проходить еколого-пізнавальний маршрут "м. Сколе - гора Парашка - с. Майдан" протяжністю 28 км.

## Галерея

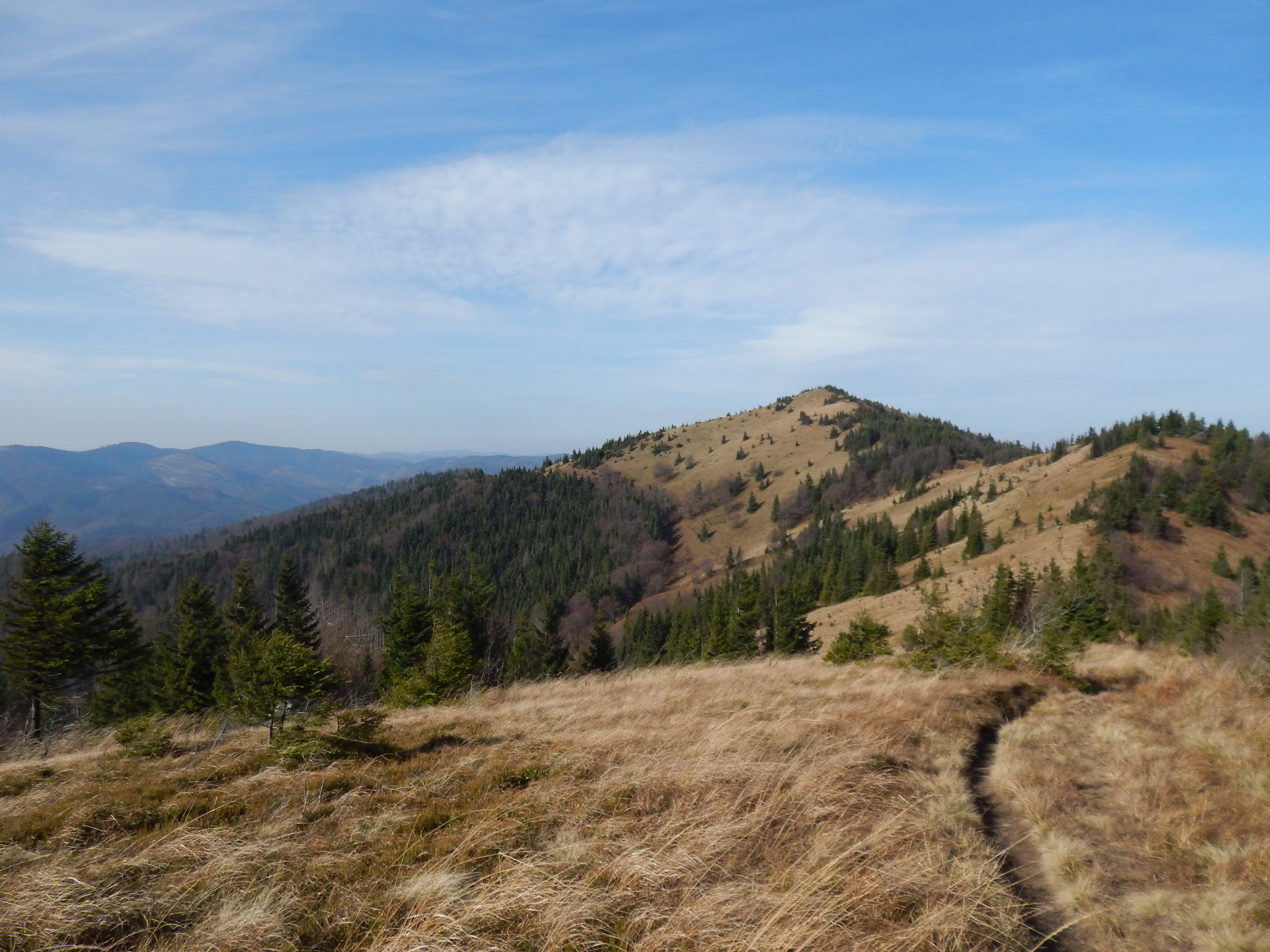
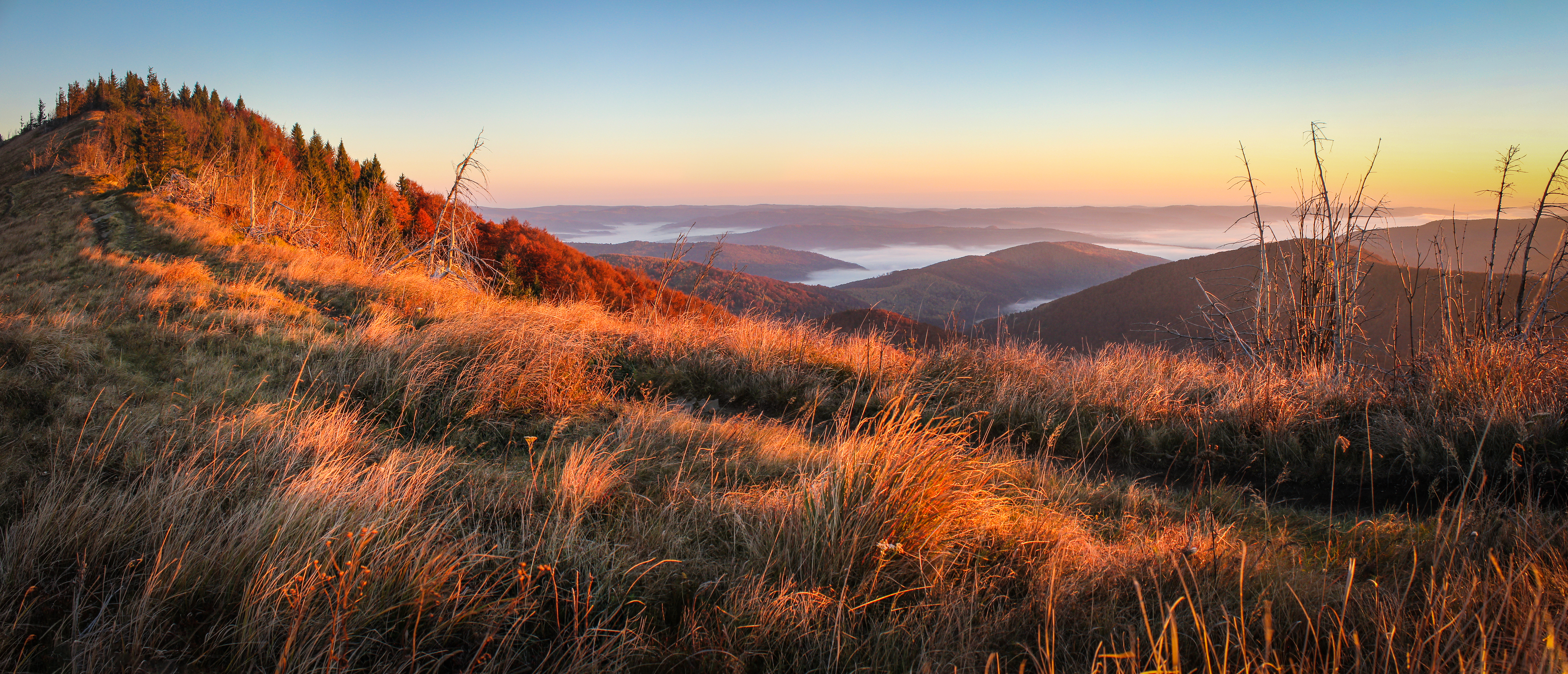
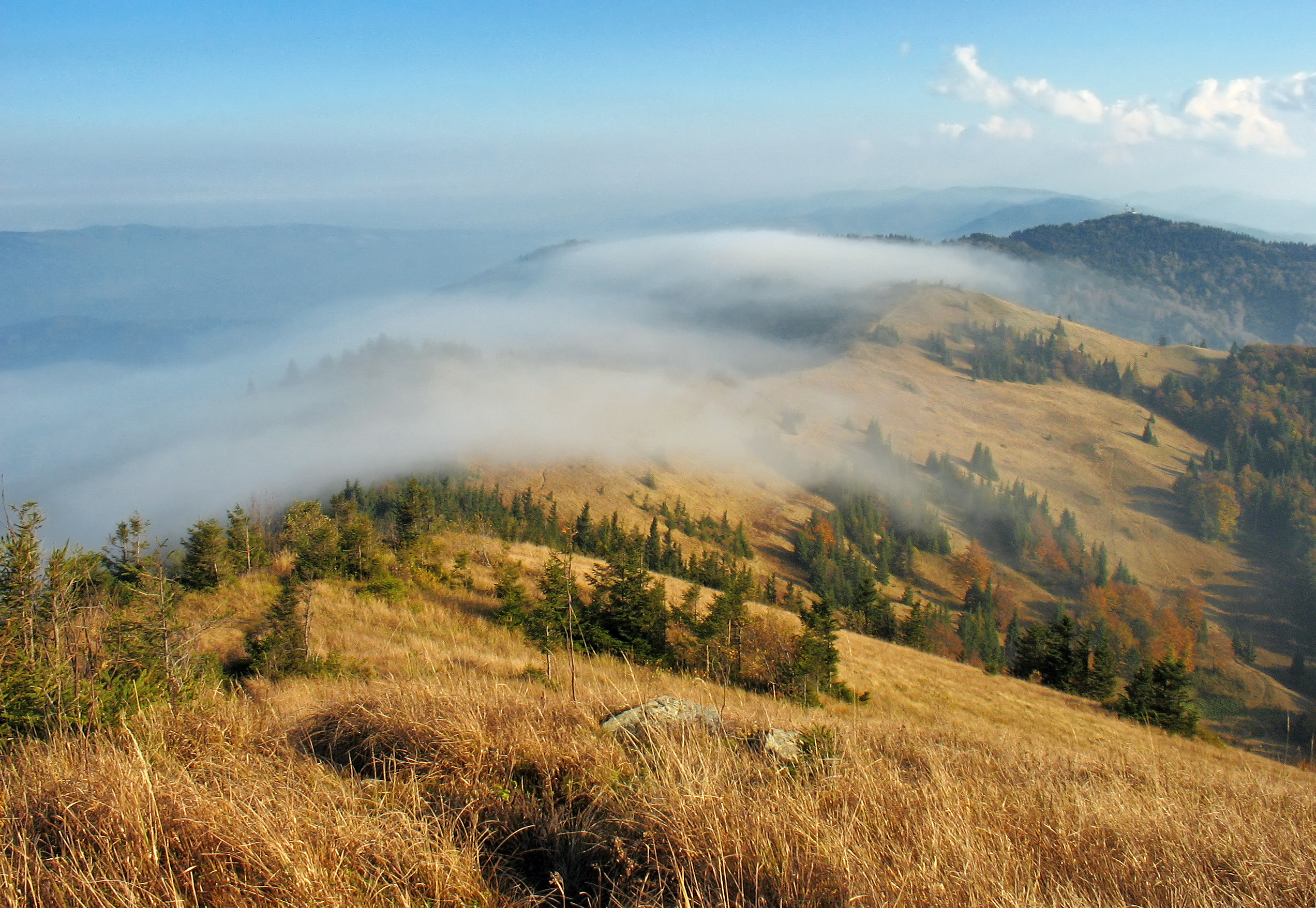
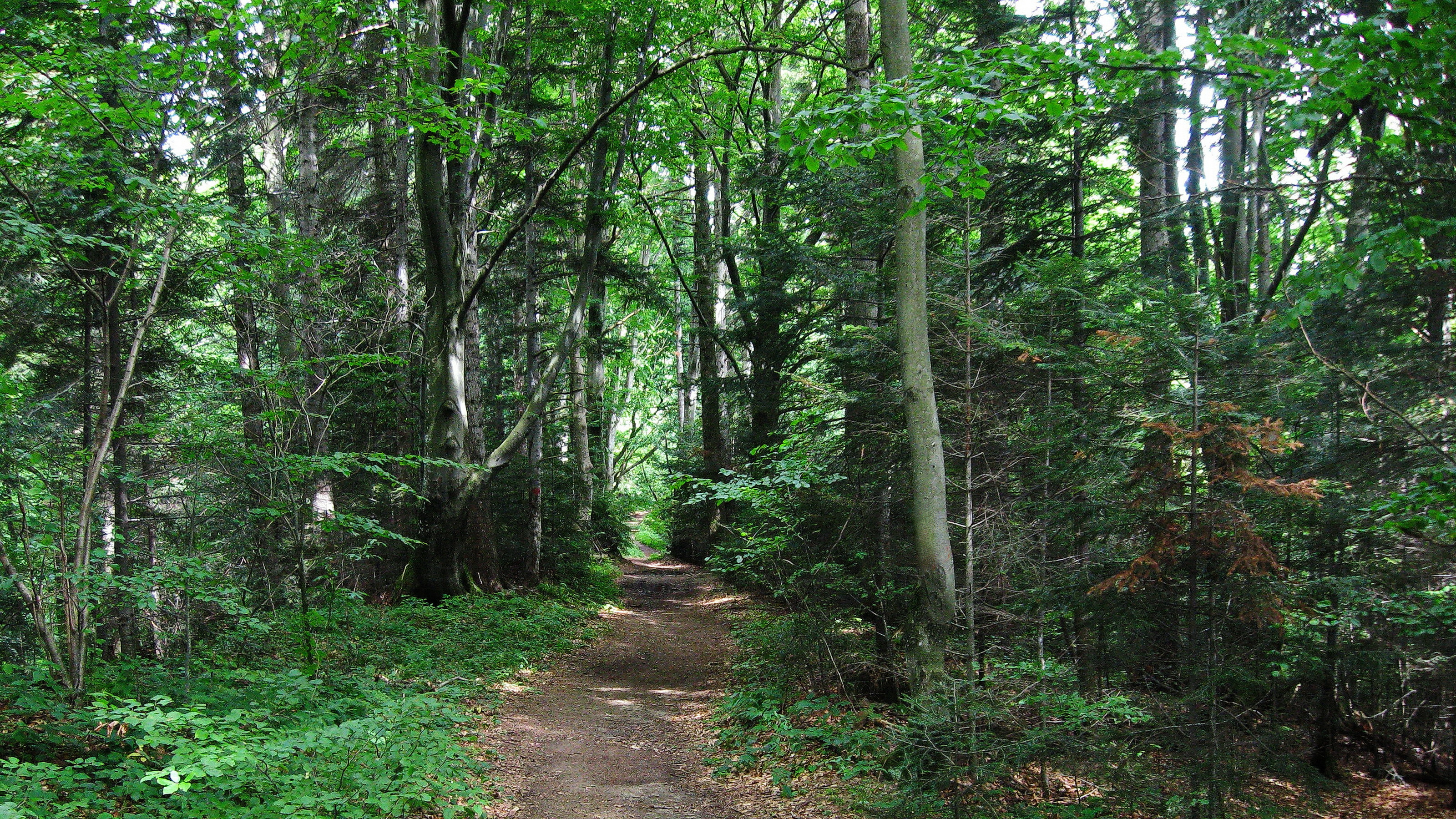
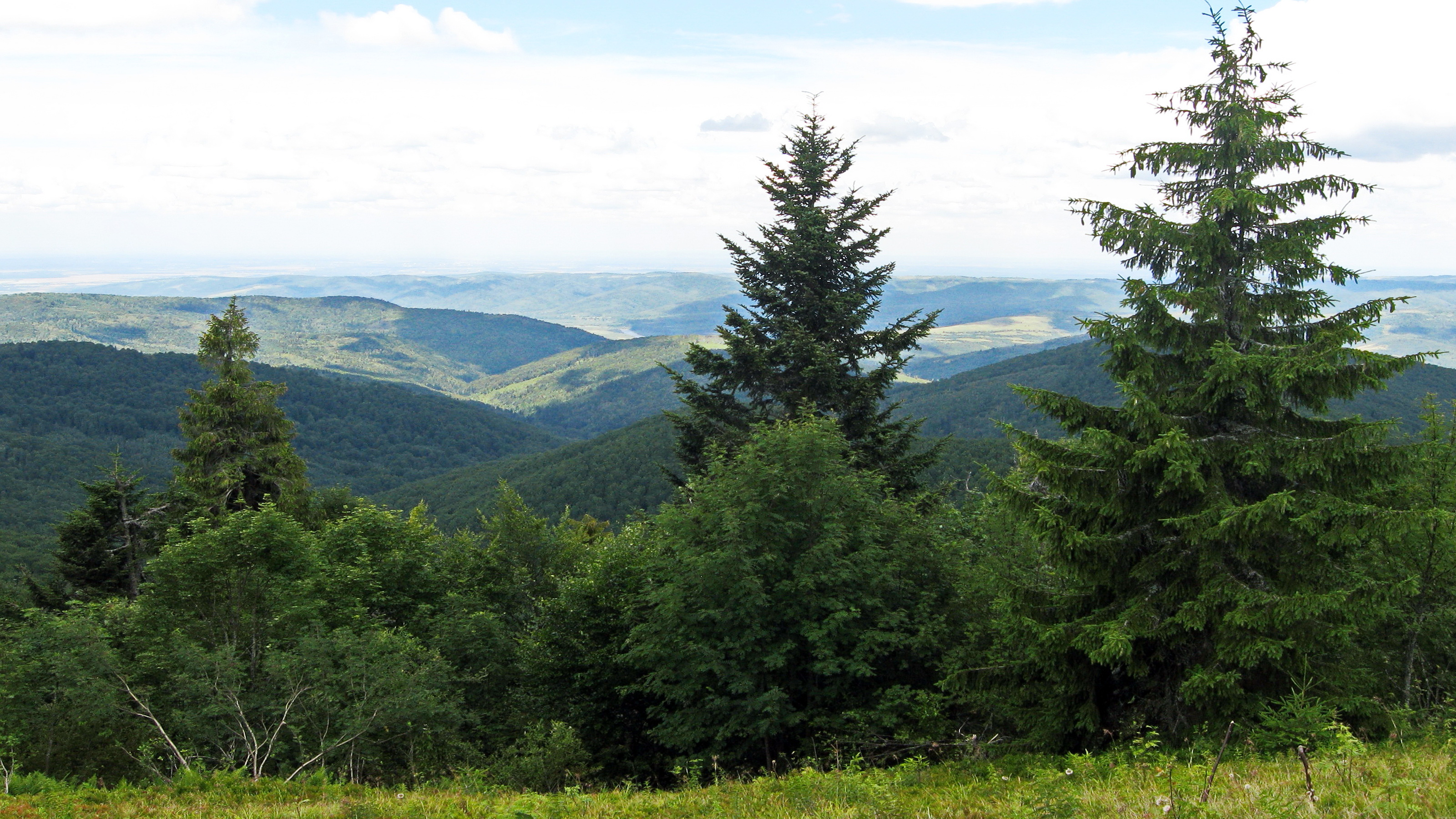
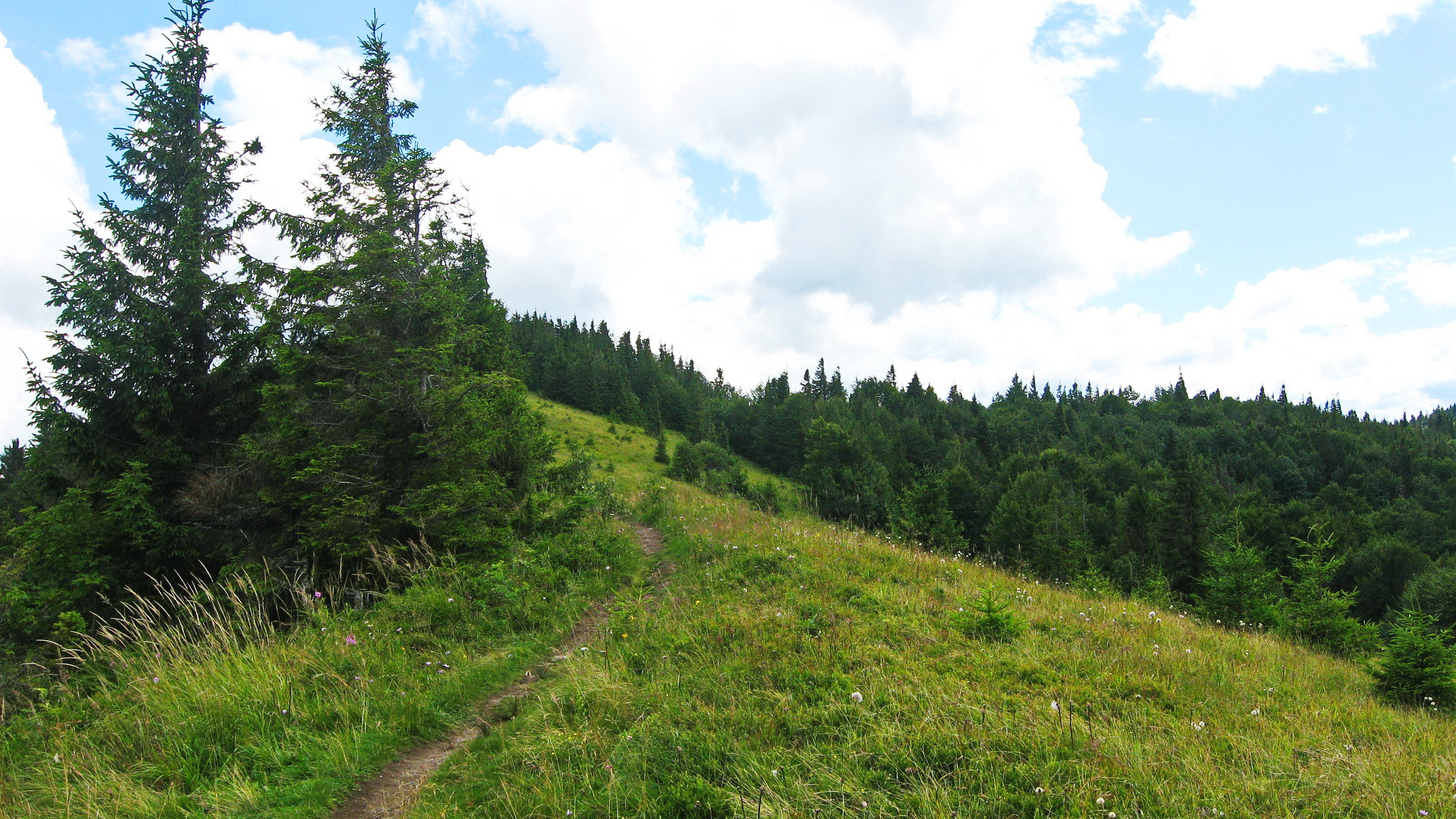
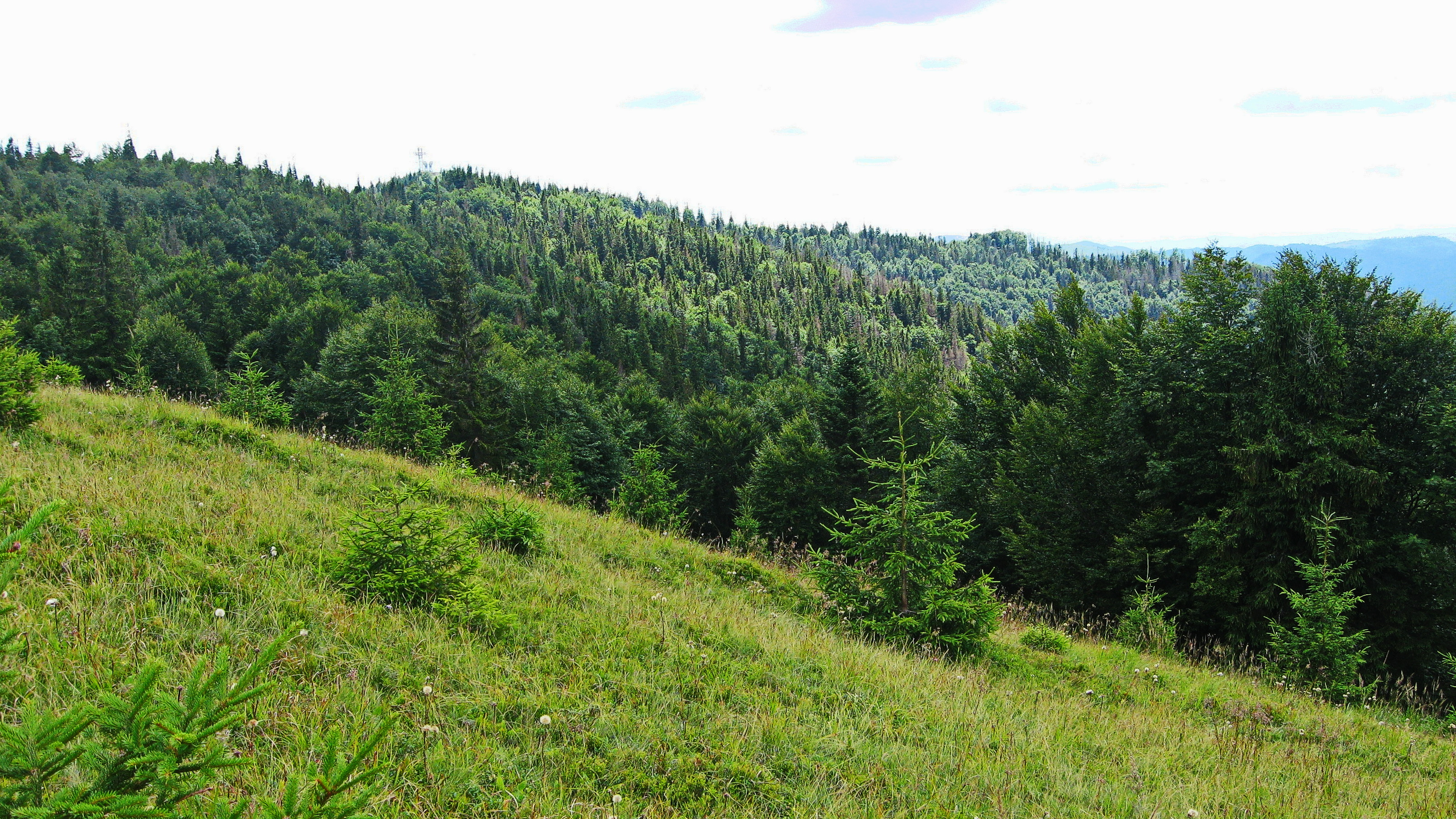
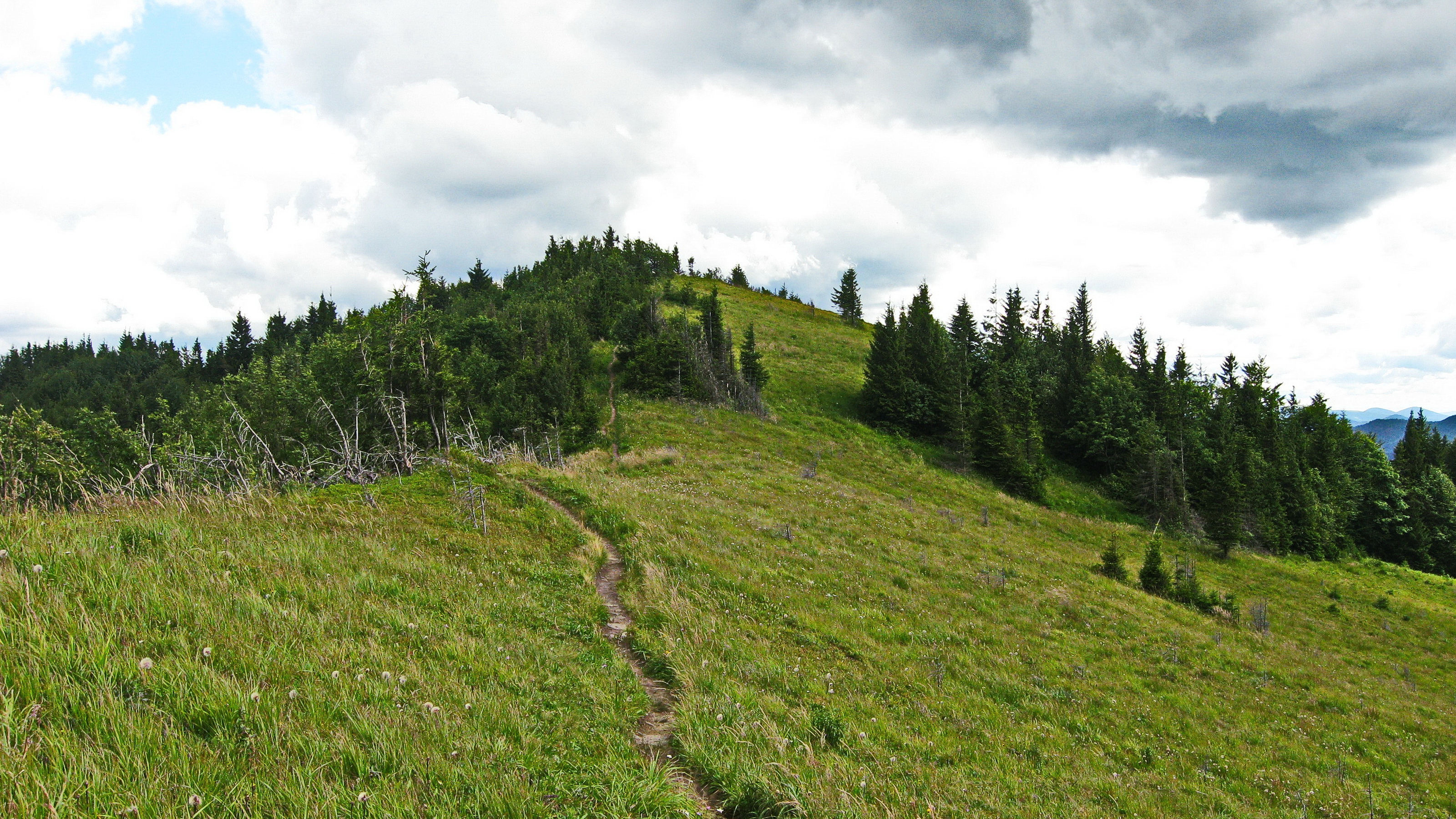
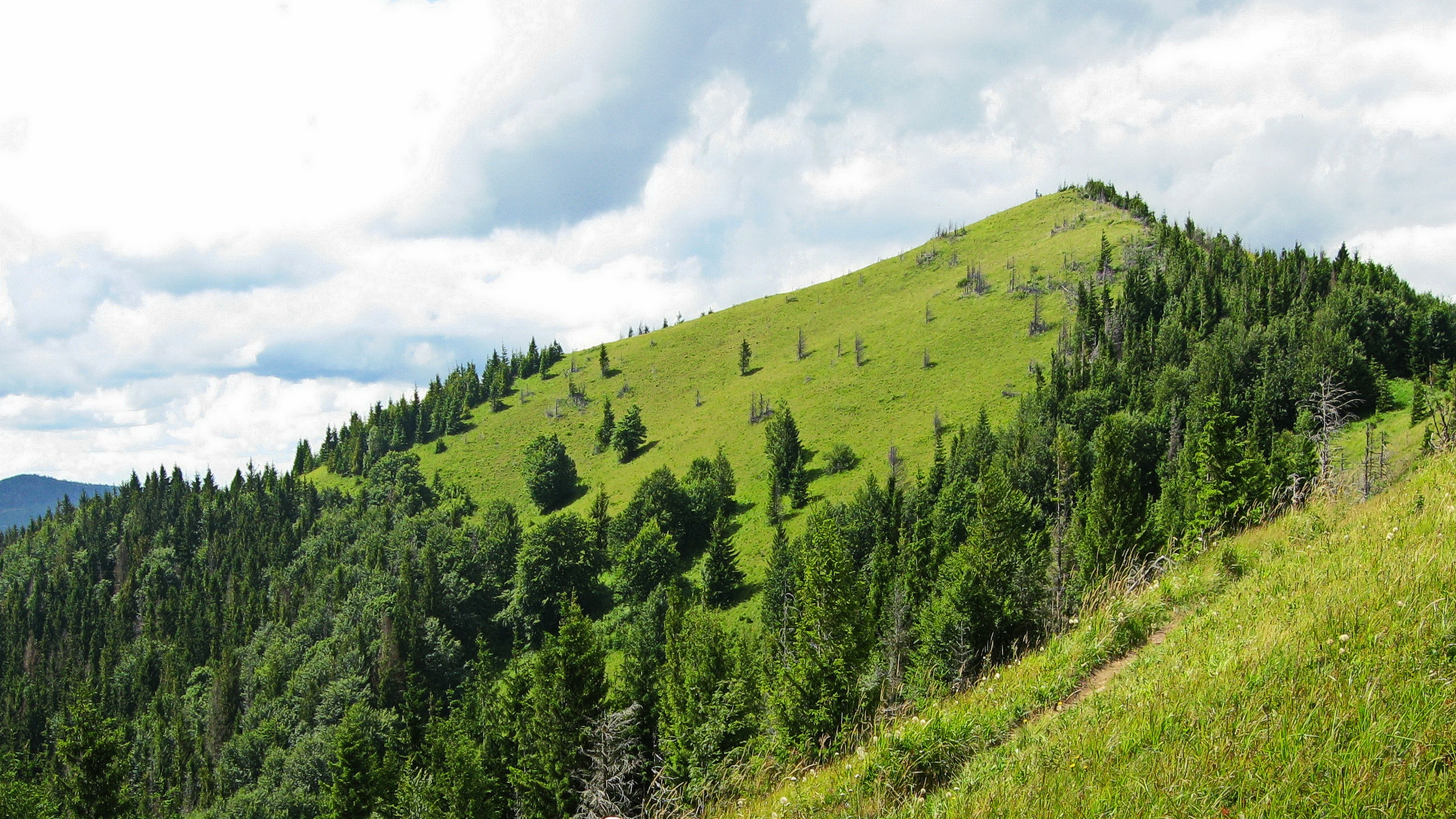
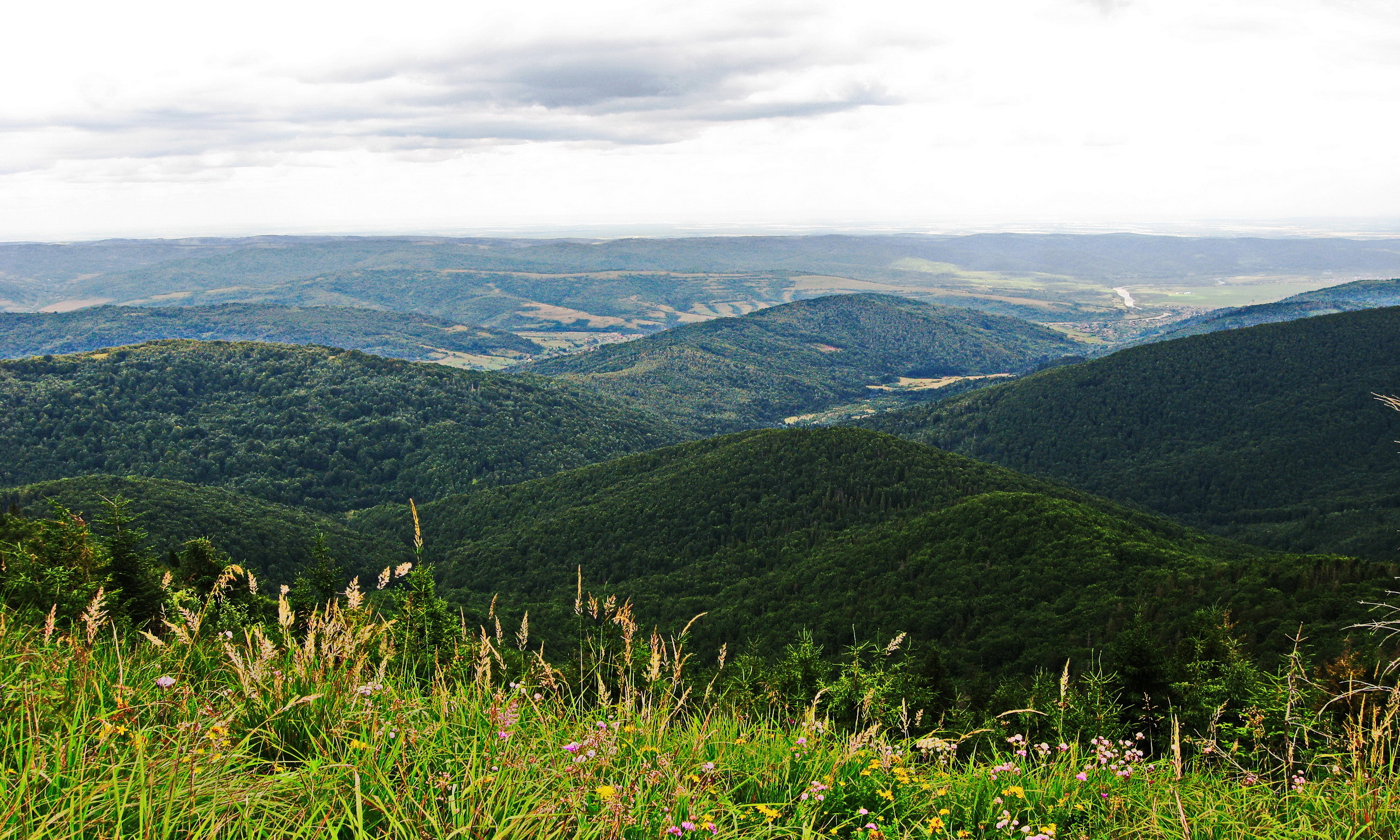
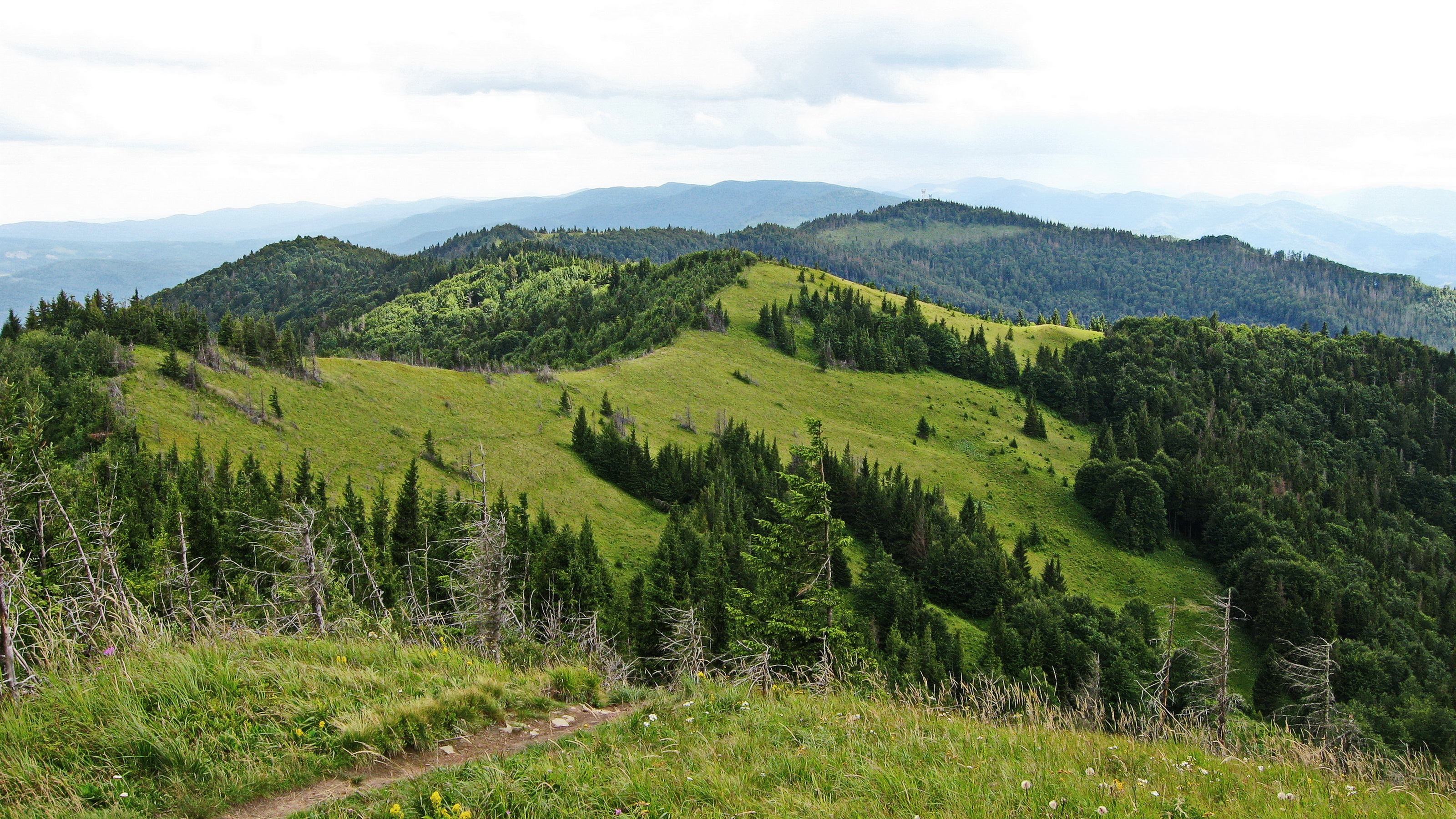
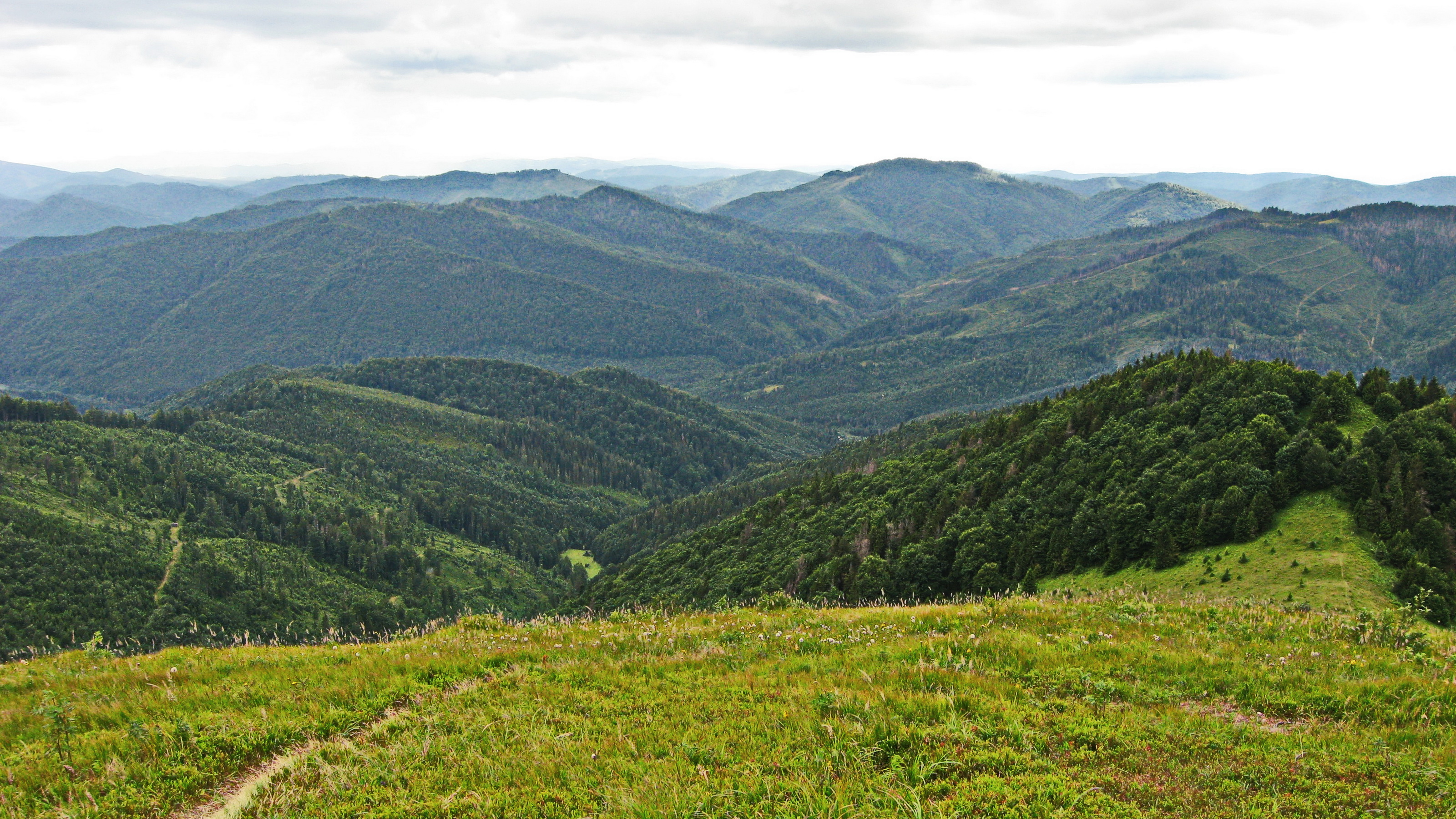
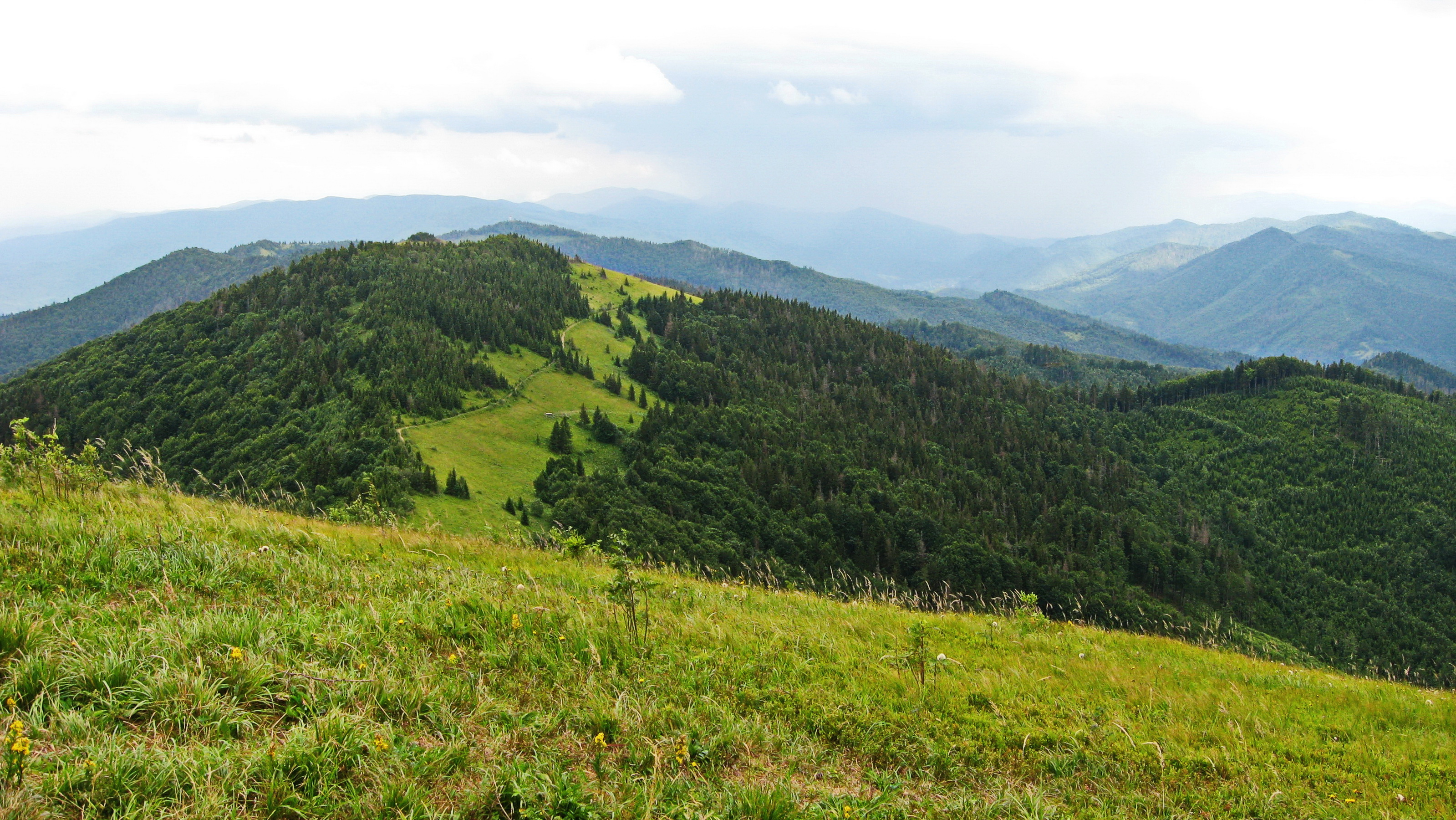
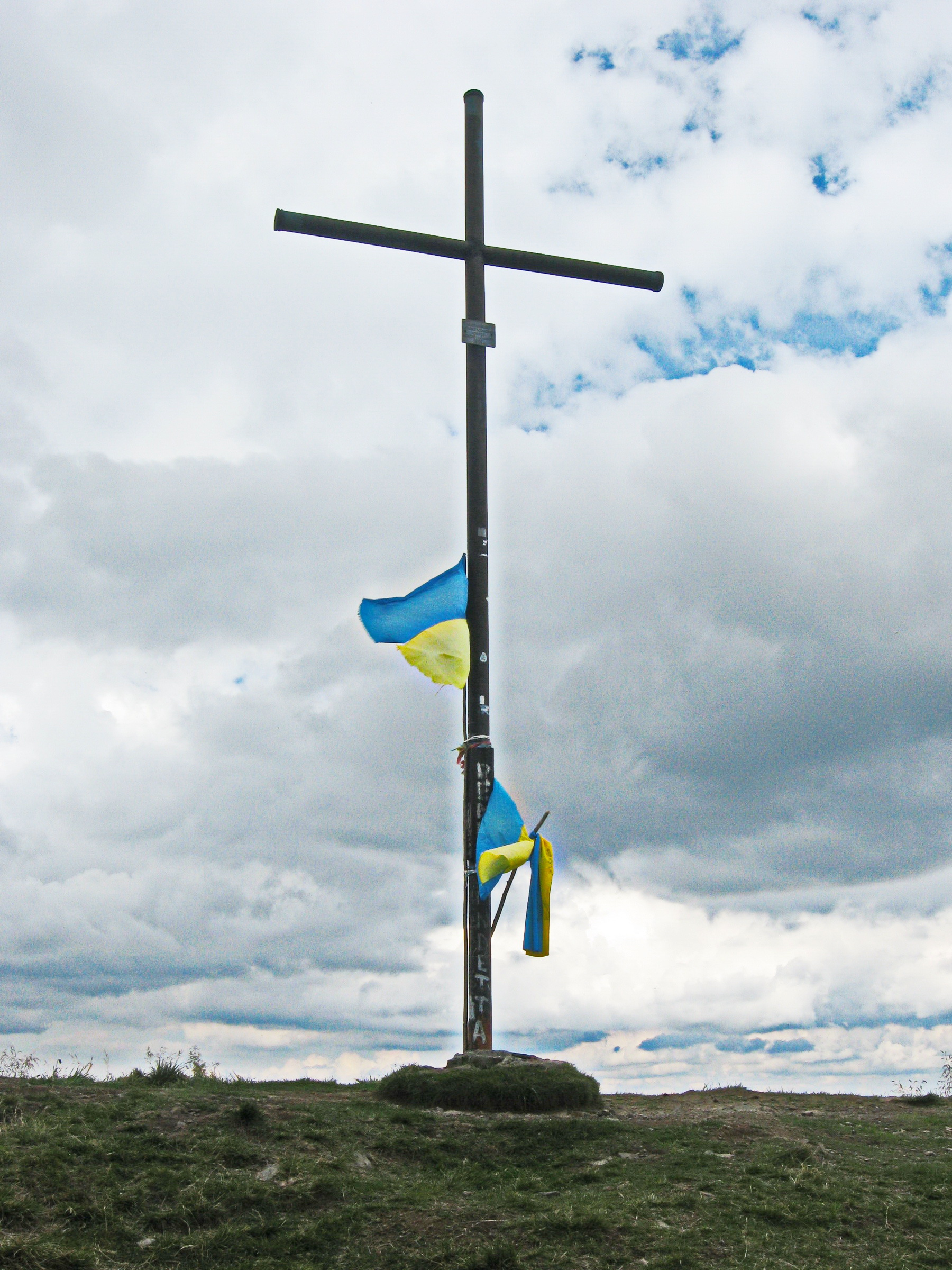
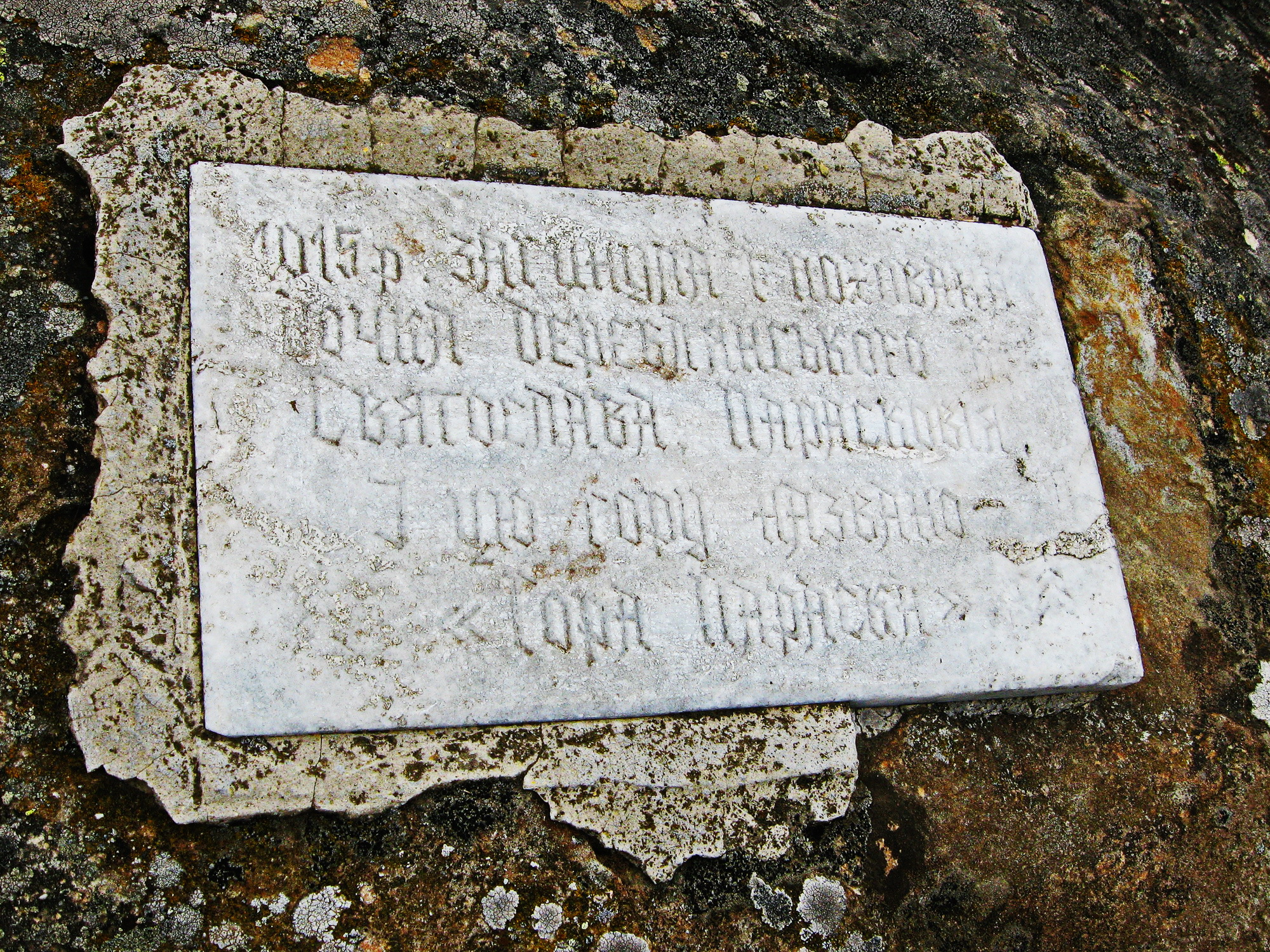
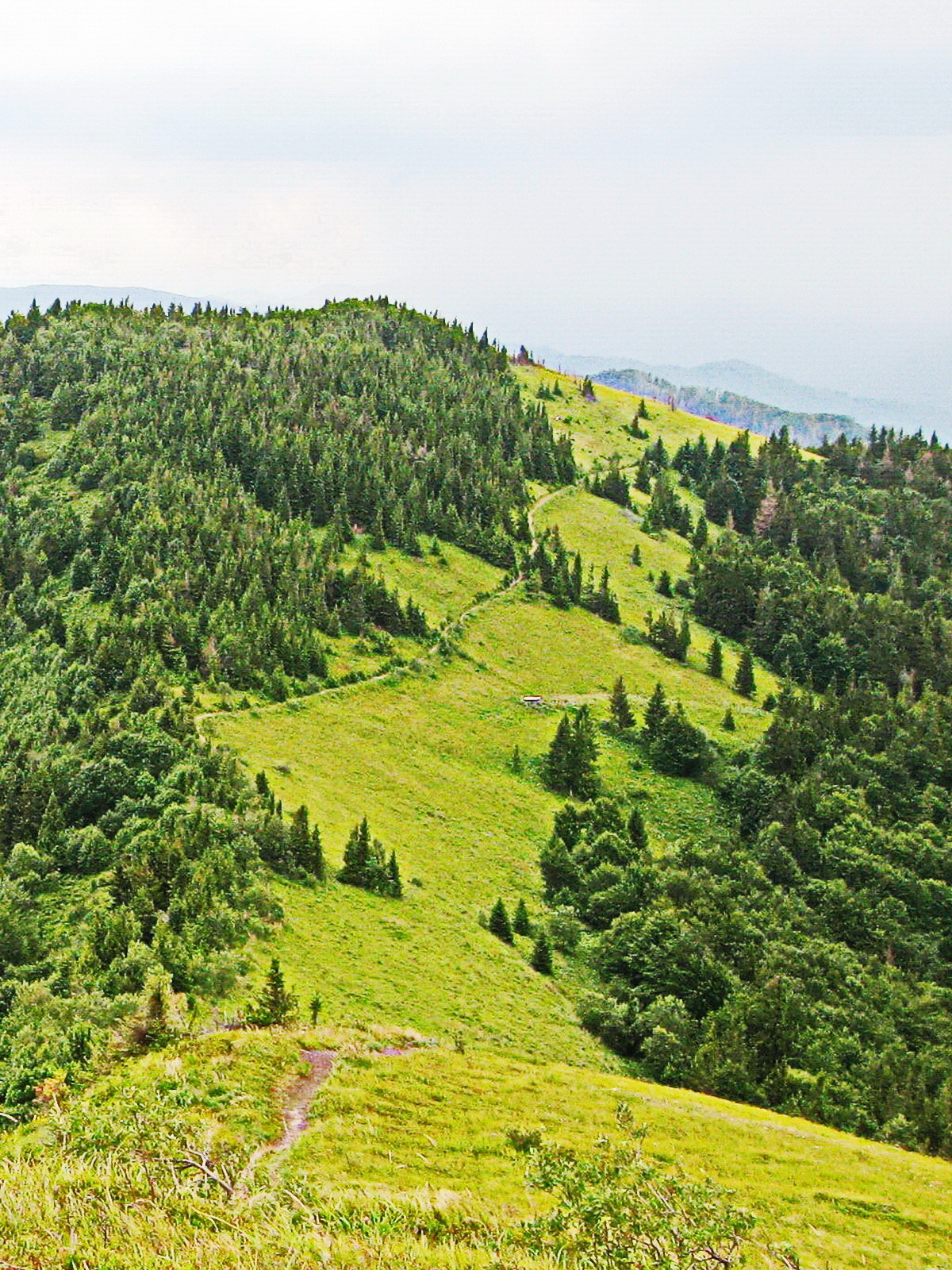

## Основні вершини
- Парашка (1271 або 1268,5 м);
- Тимків Верх (1227 м);
- Зелена (1217 м);
- Оброслий Верх  (1177 м);
- Корчанка (1178 м);
- Тершувата (1061 м).